# Steve Jobs
Steven Paul "Steve" Jobs, född 24 februari 1955 i San Francisco i Kalifornien, död 5 oktober 2011 i Palo Alto i Kalifornien, var en amerikansk entreprenör och affärsman, allmänt erkänd som en karismatisk pionjär inom persondatorbranschen. Han var medgrundare, styrelseordförande och VD för Apple Inc., samt medgrundare och tidigare VD för Pixar Animation Studios. Han blev styrelsemedlem för Walt Disney Company 2006, efter förvärvet av Pixar av Disney.
I slutet av 1970-talet designade, utvecklade och marknadsförde Jobs, tillsammans med Apples medgrundare Steve Wozniak, Mike Markkula och andra, en av de första kommersiellt framgångsrika serierna av persondatorer, Apple II. I början av 1980-talet var Jobs bland de första att se den kommersiella potentialen i Xerox Parcs musdrivna grafiska användargränssnitt, vilket ledde till skapandet av Apple Lisa, och ett år senare Macintosh. Efter att ha förlorat en maktkamp med styrelsen 1985 lämnade Jobs Apple och grundade Next, ett utvecklingsföretag av datorplattformar som specialiserat sig på högre utbildning och företagsmarknader.
År 1986 förvärvade han datorgrafikdelen av Lucasfilm Ltd, som knoppats av som Pixar Animation Studios. Han omnämns i Toy Story (1995) som exekutiv producent. Han förblev VD och majoritetsägare med 50,1 procent fram till Walt Disney Companys förvärv av företaget 2006,, vilket gjorde Jobs till Disneys största enskilda aktieägare med sju procent och medlem i Disneys styrelse. Apples förvärv av NeXT 1996 förde Jobs tillbaka till företaget han grundade, och han var tillförordnad VD från och med 1997, blev därefter permanent VD från 2000 och framåt, i spetsen för tillkomsten av Ipod, Iphone och Ipad. År 2003 diagnosticerades han med cancer, och avgick så småningom som VD i augusti 2011. Han valdes därefter som ordförande i Apples styrelse.
2011 avled Jobs i sitt hem i Palo Alto i Kalifornien, 56 år gammal, sex veckor efter att han avgått som VD för Apple. En kopia av hans dödsattest angav andningsstillestånd som den omedelbara dödsorsaken, med "metastaserande neuroendokrin tumör i bukspottkörteln" som den bakomliggande orsaken.

## Uppväxt och utbildning
Jobs föddes i San Francisco och adopterades vid födseln av Paul Jobs och Clara Jobs, född Hagopian. De flyttade från San Francisco till Mountain View i Kalifornien när han var fem år gammal. Paul och Clara Jobs adopterade senare dottern Patti. Paul Jobs, maskinist för ett företag som gjorde lasrar, lärde sin son rudimentär elektronik och att arbeta med händerna. Hans adoptivmor var revisor och lärde honom läsa innan han gick i skolan. Clara Jobs hade varit lönekontorist för Varian Associates, ett av de första högteknologiska företag i vad som kom att kallas Silicon Valley. I en intervju 1995 tillfrågades han om vad han ville förmedla till sina barn. Jobs svarade: "Bara att försöka vara en lika bra pappa till dem som min far var till mig. Jag tänker på det varje dag i mitt liv."
Jobs biologiska föräldrar var doktorander vid University of Wisconsin; fadern Abdulfattah "John" Jandali var syrier, och modern Joanne Carole Schieble (senare gift Simpson), var av tysk härkomst. Schieble hade en karriär som logoped. Jandali jobbade som vice vd på ett casino i Reno, Nevada 2006 och undervisade i statsvetenskap på 1960-talet. Han gjorde karriär inom livsmedels- och dryckesindustrin. I december 1955, tio månader efter att de lämnat sin pojke till adoption, gifte sig Schieble och Jandali. År 1957 fick de dottern Mona tillsammans. De skilde sig 1962 och Jandali förlorade kontakten med sin dotter. Hennes mor gifte om sig och fick Mona att ta sin styvfars efternamn, så hon blev känd som Mona Simpson. Efter att ha blivit romanförfattare som vuxen sökte hon efter sin far. Modern Joanne Simpson bor på ett vårdhem i Los Angeles.
På frågan om hans adoptivföräldrar svarade Jobs med eftertryck att Paul och Clara Jobs "var mina föräldrar." Han skulle senare bli otroligt arg och upprörd när någon implicerade att adoptivföräldrarna inte var hans riktiga föräldrar.
Under andra världskriget gick Paul Jobs med i kustbevakningen och skeppade trupper världen runt för general Patton. Jag tror att han alltid hamnade i knipa och blev nedgraderad till menig," sade Jobs. Hans far, maskinist till yrket, arbetade hårt och var "ett geni med händerna."
Jobs berättade för en intervjuare "Jag var mycket lycklig. Min far, Paul, var en ganska anmärkningsvärd man." När Steve var fem eller sex, delade Paul Jobs av en bit av sin arbetsbänk med Jobs och sa "'Steve, det här är din arbetsbänk nu.' Och han gav mig några av hans mindre verktyg och visade mig hur man använde en hammare och såg och hur man byggde saker. Det var verkligen mycket bra för mig. Han tillbringade mycket tid med mig... lärde mig hur man byggde saker, hur man tog isär saker, och satte ihop dem igen." Jobs noterade också att medan hans far inte hade en djup förståelse för elektronik [...] stötte han på mycket elektronik i bilar och andra saker han skulle fixa. Han visade mig grunderna i elektronik och jag blev mycket intresserad av det."
Jobs gick på Cupertino Junior High och Homestead High School i Cupertino i Kalifornien. Han gick på föreläsningar efter skolan på Hewlett-Packard Company i Palo Alto i Kalifornien, och anställdes senare där och arbetade med Steve Wozniak som sommaranställd. Efter examen 1972 skrevs Jobs in på Reed College i Portland i Oregon. Han hoppade dock av efter bara en termin men fortsatte kurser i revision på Reed, medan han sov på golvet i vänners rum, lämnade in Coca Cola-flaskor för matpengar, och fick gratismåltider varje vecka vid det lokala Hare Krishna-templet. Jobs sade senare, "Om jag aldrig hade kommit in på den enskilda kalligrafikursen i college, skulle Mac aldrig haft flera typsnitt eller proportionellt fördelade teckensnitt."

## Tidig karriär
Hösten 1974 återvände Jobs till Kalifornien och började gå på "Homebrew Computer Clubs"-möten tillsammans med Steve Wozniak. Både han och Wozniak började arbeta som spelkonstruktörer för den populära datorspelstillverkaren Atari. Jobs utvecklade bland annat spelet Super Breakout. Under sin tid hos Atari talade Jobs om att han ville anlägga skägg, åka till Indien och bli guru, han ville att Atari skulle betala för resan, de betalade en resa till Tyskland där han fortsatte att jobba med Atari. Det var under den här tiden som det upptäcktes att en något modifierad leksaksvisselpipa som medföljde flingorna Cap'n Crunch kunde avge övervakningstonen (med frekvensen 2 600 Hz) för AT&Ts telesystem för långdistanssamtal.[källa behövs] Jobs och Wozniak började bygga och sälja "blåa lådor" vilka gjorde det möjligt att ringa gratis långdistanssamtal.

## Karriär

### Grundandet av Apple
År 1976 fick Jobs syn på en dator som Wozniak hade designat för eget bruk. Steve Jobs blev fascinerad och övertalade Wozniak att de skulle starta ett företag tillsammans och lansera datorn. Den 1 april samma år startade Jobs och Wozniak, båda i tjugoårsåldern, företaget Apple Computer. Deras ursprungliga plan var att bara sälja kretskort, men Jobs och Wozniak lanserade en hel dator, Apple I. Det var en så kallad "hobbydator", exempelvis var lådan i trä. Endast 200 exemplar producerades. De såldes för 666,66 dollar och priset var en referens till Wozniaks "Dial-A-Joke"-maskin vars telefonnummer slutade med 6666. Det som var nytt med Apple I var att man fick en hel låda, medan andra liknande datorer köptes del för del och fick sättas ihop av köparen själv. Allt som behövde köpas till Apple I var ett tangentbord och en skärm. Idag finns det uppskattningsvis mellan 30 och 50 Apple I-datorer kvar.[källa behövs]
År 1977 lanserade Jobs och Wozniak en andra datormodell, Apple II, som blev en stor succé på hemdatormarknaden och gjorde Apple till en viktig aktör på den växande marknaden. 1980 blev Apple ett börsnoterat företag, varvid Jobs ställning ökades ytterligare. Samma år släpptes Apple III. De många problemen med Apple III gjorde dock att modellen gick till historien som en av Apples största floppar.
Medan Apple fortsatte att växa började man leta efter duktiga företagsledare. 1983 övertalade Jobs John Sculley – en av Pepsi-Colas chefer – att bli VD för Apple, med den berömda frågan: "Vill du sälja sockrat vatten resten av livet, eller vill du förändra världen?". Samma år släppte Apple den tekniskt avancerade Apple Lisa, som emellertid floppade.
År 1984 introducerades Macintosh, som var den första kommersiellt gångbara datorn med ett grafiskt gränssnitt. Macintoshs utveckling påbörjades av Jef Raskin, som dock redan 1981 blev tvungen att avgå efter en dispyt med Jobs. Macintosh använde många tekniker som utvecklats utanför Apple, exempelvis av Xerox PARC. Framgången med Macintosh ledde till att Apple övergav Apple II till förmån för Mac-produktlinjen.

### Jobs lämnar Apple

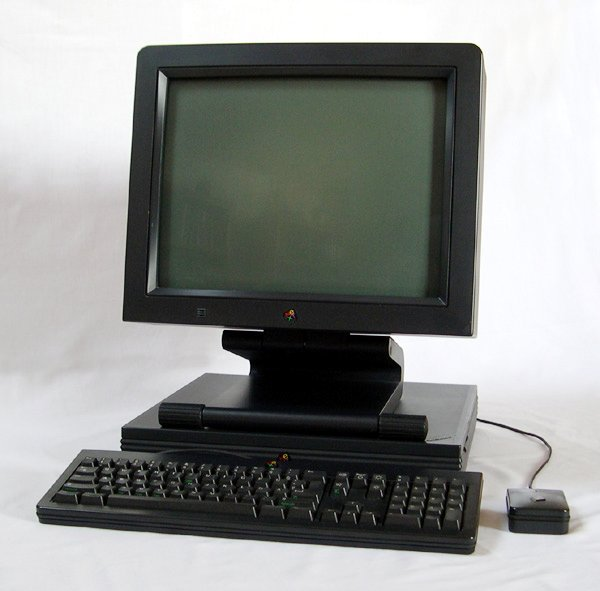
NeXTstation av NeXT.

Även om Jobs var en övertygande och karismatisk förespråkare för Apple så kritiserades han för att vara en oberäknelig ledare. Efter en intern maktkamp 1985 blev Jobs fråntagen sina uppgifter av John Sculley och tvingades lämna Apple.[källa behövs]
Jobs startade då ett nytt datorföretag, Next Computer, vars datorer precis som Apple Lisa var tekniskt avancerade. Next-datorerna sålde inte särskilt bra, men var uppskattade i vissa kretsar inom vetenskap och forskning – exempelvis utvecklades World Wide Web av Tim Berners-Lee på en Next-dator.[källa behövs] Next medverkade till att utveckla tekniker som kom att bli viktiga, såsom objektorienterad programmering, Postscript och magnet-optiska enheter.

### Åter till Apple
År 1996 köpte Apple Next för 402 miljoner dollar och fick därmed tillbaka Jobs. 1997 blev Jobs tillförordnad VD på Apple, sedan Gil Amelio lämnat företaget. Många tekniker från Next fann sin väg in i Apples produkter, främst operativsystemet Nextstep som utvecklades vidare till MacOS.
Efter återkomsten till Apple gjorde Jobs aggressiva nedskärningar i ett ganska brokigt företag. Antalet produkter minskades och ersattes under de följande åren med mer konsekventa produktgrupper. All-i-ett-datorn Imac lanserades som en lättillgänglig konsumentdator med innovativ design av Jonathan Ive. Apples produktstrategi har sedan dess kretsat kring lockande formgivning (under Ive) och en tydligare uppdelning mellan konsumentprodukter och produkter för företagsmarknaden.
Med få undantag visade Jobs själv upp Apples nya produkter under sina inledningstal. Tillställningarna under Jobs tid föregicks av mycket hemlighetsmakeri vilket borgade för relativt stort genomslag i media och ett flitigt spekulerande från teknikpress och bloggosfären.
Jobs hade i flera år en lön från Apple på 1 dollar per år. Det gav honom en plats i Guinness rekordbok som "lägst avlönade VD". Jobs lön fram till sin död var fortfarande officiellt 1 dollar per år, även om han har fått åtskilliga gåvor från Apple, exempelvis ett jetplan värt 90 miljoner dollar år 1999, av modellen Gulfstream V, tillverkad av Gulfstream Aerospace. Under åren 2000-02 mottog han strax under 30 miljoner begränsade Apple-aktier.[källa behövs]
Jobs beundrades av många för sin övertalnings- och säljförmåga. Samtidigt har hans missionslika iver ibland skadat honom och hans omgivning. Många tror att Jobs arrogans kan ha kostat Apple chansen att vara marknadsledande, eftersom hans vägran att låta andra tillverka Mac-datorer påverkade Apples marknadsandel negativt. Det ledde till att datortillverkare såväl som programutvecklare började använda IBM:s PC-plattform och Microsofts operativsystem MS-DOS och Windows.
I augusti 2011 valde Jobs att avgå som VD för Apple, men kom till sin död att finnas kvar som anställd vid företaget och som styrelseordförande i Apple.

### Pixar
År 1986 köpte Jobs "The Graphic Group" av Lucasfilms grundare George Lucas för fem miljoner dollar. Han satte in ytterligare fem miljoner dollar i företaget. Dr. Edwin Catmull som tidigare jobbade där blev VD, och företaget bytte namn till Pixar. Deras första framgång kom samma år med den datoranimerade kortfilmen Luxo Jr., som vann en Oscar för bästa animerade kortfilm. Den två minuter och 18 sekunder långa filmen handlar om lampan, Luxo Jr. som leker med en liten boll på ett skrivbord. Lampan i filmen blev och är Pixars maskot (i:et i Pixar). 
År 1991 gjorde Disney ett avtal på 26 miljoner dollar med Pixar att de skulle producera datoranimerade filmer varav den första var den banbrytande och prisbelönta Toy Story (1995). Sedan dess har Pixar producerat de prisbelönta filmerna Ett småkryps liv, Toy Story 2, Monsters Inc, Hitta Nemo och Superhjältarna. Filmen Superhjältarna vann en Oscar för bästa animerade långfilm. 
År 2006 köpte Disney Pixar för 7,4 miljarder dollar, vilket gjorde Jobs till den största enskilda aktieägaren av Disney med hela sju procent. Mycket mer än den förra VD:n Michael D. Eisner med sina 1,7 procent och familjemedlemmen Roy E. Disneys, 1 procent.[källa behövs]

## Privatliv
Jobs var gift med Laurene Powell från 1991 till sin död och hade tre barn (Erin, Eve, Reed) tillsammans med henne. Han hade även en dotter, Lisa Brennan-Jobs, utom äktenskapet med Chrisann Brennan, vilket han länge förnekade.

## Sjukdom
I oktober 2003 diagnostiseras Steve Jobs, som då var vd för Apple, med en ovanlig form av endokrin pankreascancer. Prognosen för pankreascancer är vanligtvis väldigt dålig. Med den ovanliga formen som drabbade Jobs kan personer leva i tiotals år om operation sker tidigt. Trots prognosen valde Jobs att motsätta sig sina läkares råd om operation och att använda sig av alternativmedicin och specialdiet istället. Detta pågick i nio månader och kan ha förkortat hans liv avsevärt. Steve Jobs genomgick en operation i augusti 2004 och återvände till arbetet redan påföljande månad. I augusti 2011 meddelade han dock att han lämnade vd-posten på Apple på grund av sviktande hälsa till följd av återkommande cancer. Dock kvarstod han som företagets styrelseordförande.
Steve Jobs avled av sjukdomen i sitt hem i Palo Alto i Kalifornien den 5 oktober 2011. Hans familj, inklusive de fyra barnen, och hans syster Mona Simpson ska ha varit närvarande.

## Skildringar i böcker och film

### Böcker
- Isaacson, Walter (2011). Steve Jobs: en biografi. Stockholm: Bonnier. Libris 12326880. ISBN 9789100127084
- The Little Kingdom av Michael Moritz, dokumenterar grundandet av Apple Computer.
- The Second Coming of Steve Jobs, av Alan Deutschman
- iCon: Steve Jobs, av Jeffrey S. Young & William L. Simon

### Dokumentärer
- The Machine That Changed the World – del 3 av 5 av en dokumentär från 1992 med namnet The Paperback Computer, om Jobs och hans roll i början av Apple.
- Triumph of the Nerds – en dokumentär i tre delar från 1996 om uppgången av hemdatorer/persondatorer.
- Nerds 2.0.1 – en dokumentär i tre delar från 1998 (och uppföljare till Triumph of the Nerds) som skildrar utvecklingen av Internet.
- iGenius: How Steve Jobs Changed the World – en dokumentär från 2011 presenterad av Adam Savage och Jamie Hyneman.[27]

### Filmer
- Pirates of Silicon Valley – en film från 1999 som skildrar uppkomsten av Apple och Microsoft från tidigt 1970-tal till 1997. Jobs porträtteras av Noah Wyle.[28]
- Jobs – en film från 2013 med Ashton Kutcher som Jobs.
- Steve Jobs – en film från 2015 Michael Fassbender som Steve Jobs

### Artiklar
- ”Thirty Years of Innovation at Apple: Jobs on the Job” (på engelska). Time. 20 mars 2007. http://www.time.com/time/photoessays/2007/steve_jobs/.
- Anecdotes från Steve Jobs tidiga dagar i Apple som rapporterats av Andy Hertzfeld. Folklore.org
- Lohr, Steve (12 januari 1997). ”Creating Jobs” (på engelska). The New York Times Magazine. http://www.nytimes.com/1997/01/12/magazine/creating-jobs.html.
- Booth, Cathy (6 oktober 2011). ”Steve's job: restart Apple” (på engelska). Time. http://www.time.com/time/magazine/article/0,9171,986849,00.html.
- Elkind, Peter (5 mars 2008). ”The trouble with Steve Jobs” (på engelska). Fortune. http://money.cnn.com/2008/03/02/news/companies/elkind_jobs.fortune/index.htm. Läst 5 mars 2008.
- Harry McCracken (5 oktober 2011). ”Steve Jobs, 1955–2011: Mourning Technology's Great Reinventor” (på engelska). Time. http://www.time.com/time/business/article/0,8599,2096251,00.html.
- Leander Kahney (14 oktober 2010). ”John Sculley On Steve Jobs, The Full Interview Transcript” (på engelska). http://www.cultofmac.com/63295/john-sculley-on-steve-jobs-the-full-interview-transcript/.
- Junod, Tom (oktober 2008). ”Steve Jobs and the Portal to the Invisible” (på engelska). Esquire. http://www.esquire.com/features/75-most-influential/steve-jobs-1008.

### Intervjuer
- ”"60 Minutes" full coverage: Steve Jobs” (på engelska). 60 Minutes. 23 oktober 2011. http://www.cbsnews.com/8301-18560_162-20124406/60-minutes-full-coverage-steve-jobs/?tag=contentMain;contentBody. Inkluderar intervjuer mellan Jobs och hans levnadstecknare Walter Isaacson.
- ”Steve Jobs in 1994: The Rolling Stone Interview” (på engelska). Rolling Stone. 1994, återpublicerat 17 januari 2011). Arkiverad från originalet den 19 januari 2011. https://www.webcitation.org/5vqHxPeNY?url=http://www.rollingstone.com/culture/news/steve-jobs-in-1994-the-rolling-stone-interview-20110117. Läst 19 januari 2011.
- Smithsonian Institution Oral History Interview - 20 april 1995.
- ”The Seed of Apple's Innovation” (på engelska). BusinessWeek. 12 oktober 2004. http://www.businessweek.com/bwdaily/dnflash/oct2004/nf20041012_4018_db083.htm.
- ”How Big Can Apple Get?” (på engelska). Fortune. 21 februari 2005. http://money.cnn.com/magazines/fortune/fortune_archive/2005/02/21/8251769/index.htm.
- Bill Gates och Steve Jobs (video och utskrift av scenintervju), AllThingsD, 30 maj 2007.
- Videotaped Deposition of Steven P. Jobs in front of the Securities and Exchange Commission, 18 mars 2008
- Intervju med Abdulfattah "John" Jandali, Jobs biologiska pappa, av Mohannad Al-Haj Ali, publicerad i Al Hayat och omtryckt av Ya Libnan, 28 februari 2011
- ”Steve Jobs' Appearances at D, the Full Video Sessions” (på engelska). AllThingsD. http://allthingsd.com/20111005/steve-jobs-appearances-at-d-the-full-sessions/.